# F-03F
ドコモ スマートフォン Disney Mobile on docomo F-03F（ドコモ スマートフォン ディズニー・モバイル オン ドコモ エフゼロサンエフ）は、富士通によって開発された、NTTドコモの第3.9世代移動通信システム（Xi）と第3世代移動通信システム（FOMA）のデュアルモード端末である。ドコモ スマートフォン（第2期）のうちのDisney Mobile on docomoシリーズのひとつ。

## 概要
F-07Eの後継機種で、富士通製Disney Mobile on docomo端末としては通算3機種目、ARROWSシリーズのDisney Mobile on docomo端末としては通算2機種目となる。ベース機種はARROWS NX F-01Fだが、画面が液晶（WhiteMagic）から有機ELに変更されている。
今回のテーマは「ミッキーヘッド」で、本体のいたるところにミッキーマウスの頭のシルエットが刻印されている。また、ライブ壁紙もミッキーヘッドを模したものがプリセットされている。
同梱のスマホピアスもミッキーヘッドを模したものとなっており、本体に挿入するとミッキーマウス・くまのプーさん・ドナルドダック・スティッチの4つのキャラクターからランダムで画面に表示される。
同梱の卓上ホルダは、デザインや形状は異なるが、先代機種に引き続き、横置きのクレードルタイプとなっており、本体をセットすると、充電と同時に「シアターモード」と呼ばれるディズニーの映像コンテンツやYouTube、ワンセグといった動画視聴に特化した横画面用のメニュー画面に切り替わるほか、パッケージにF-03F同梱卓上ホルダ対応と記載があるスマホカバーであれば、カバーを装着したままでの充電も可能となっている。
なお、フルセグ放送の受信とNOTTVには対応していない。

## 主な機能
| 主な対応サービス                                | 主な対応サービス                         | 主な対応サービス                     | 主な対応サービス                                                  |
| ----------------------------------------------- | ---------------------------------------- | ------------------------------------ | ----------------------------------------------------------------- |
| タッチパネル/加速度センサー                     | Xi/FOMAハイスピード                      | Bluetooth                            | DCMX/おサイフケータイ/NFC/かざしてリンク/赤外線/トルカ            |
| ワンセグ/フルセグ/モバキャス                    | メロディコール                           | テザリング                           | WiFi IEEE802.11a/b/g/n/ac                                         |
| GPS                                             | ドコモメール/電話帳バックアップ          | デコメール/デコメ絵文字/デコメアニメ | iチャネル                                                         |
| エリアメール/ソフトウェアーアップデート自動更新 | デジタルオーディオプレーヤー(WMA・MP3他) | GSM/3Gローミング(WORLD WING)         | フルブラウザ/Flash Player                                         |
| Google Play/dメニュー/dマーケット               | Gmail/Google Talk/YouTube/Picasa         | バーコードリーダ/名刺リーダ          | ドコモ地図ナビ/ドコモ ドライブネット/Google Maps/ストリートビュー |

## 歴史
- 2013年10月10日 - NTTドコモより発表。事前予約開始。
- 2013年12月13日 - 発売開始[5]。

## 不具合・アップデート
2014年11月12日のアップデート
- 通話中、特定の条件下で音声が途切れる場合がある不具合を修正する。
- ビルド番号がV15R37A、V17R39AからV18R40Aとなる。